# Jokote (Akita)
Jokote (japonsky:横手市 Jokote-ši) je město v prefektuře Akita na ostrově Honšú v Japonsku. Žije zde přes 93 tisíc obyvatel. Město je známé díky festivalu Kamakura.

## Festival Kamakura
Festival se slaví během zimy. Před radnicí se z napadaného sněhu staví domečky podobné iglú (kamakury) a v něm se lidé veselí. Podává se většinou teplý nápoj amazake a tradiční rýžové koláčky moči.